# Thalfang

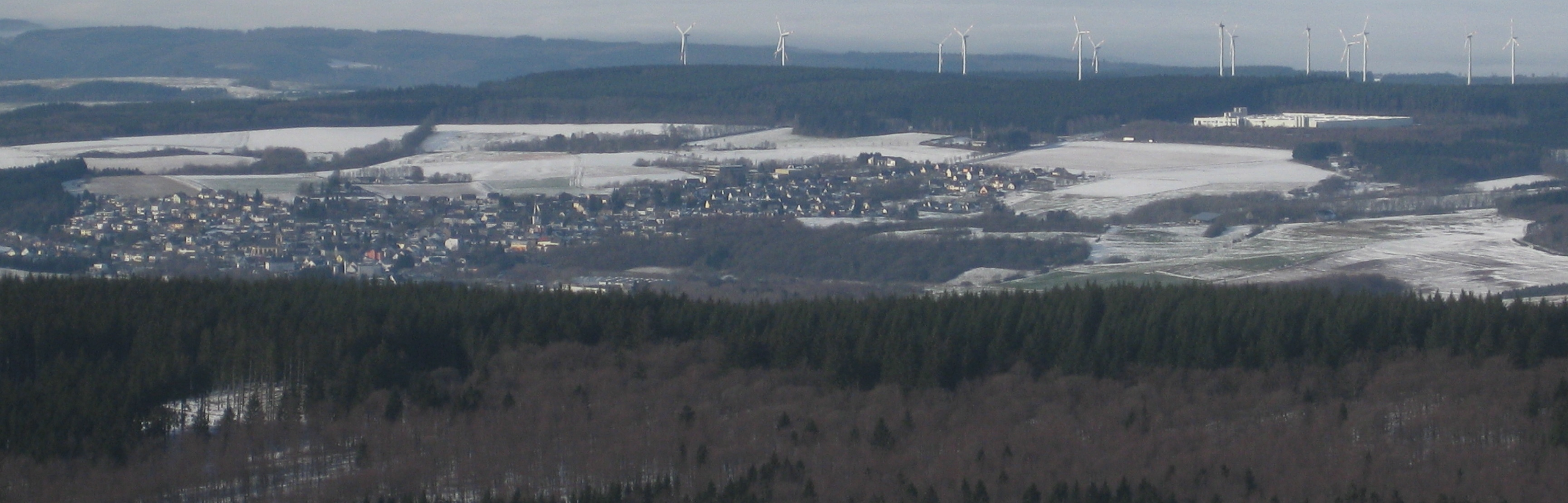
Blick vom Erbeskopf auf Thalfang

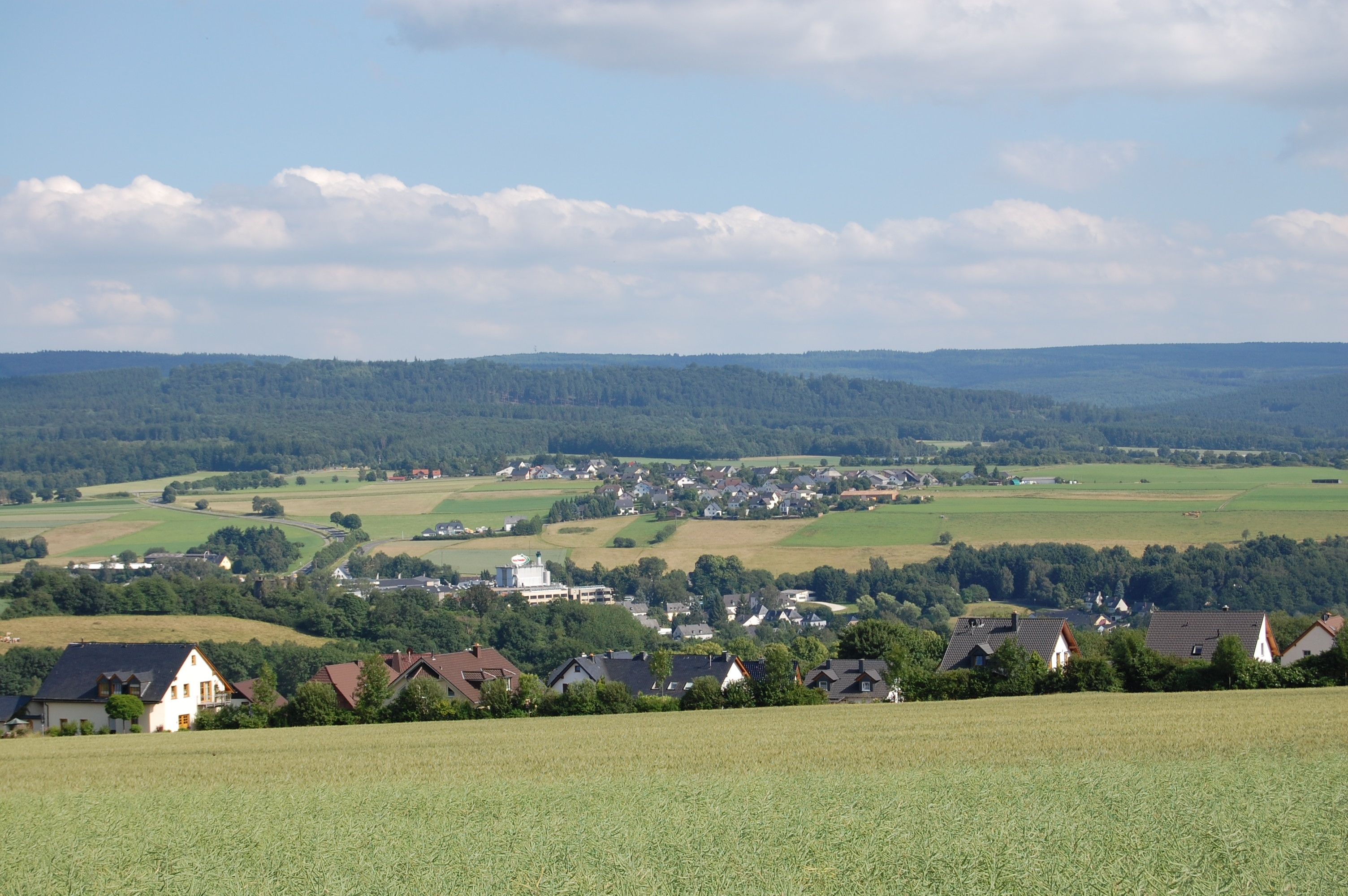
Thalfang und Bäsch, im Hintergrund der Schwarzwälder Hochwald

Thalfang ist eine Ortsgemeinde und der Verwaltungssitz der Verbandsgemeinde Thalfang am Erbeskopf im Landkreis Bernkastel-Wittlich in Rheinland-Pfalz. Sie liegt am Erbeskopf im Hunsrück und ist ein staatlich anerkannter Luftkurort.

## Geographie
Thalfang an der Hunsrückhöhenstraße liegt im westlichen Hunsrück, etwa sieben Kilometer nordwestlich des Erbeskopfes.
Nördlich des Ortes liegt das Waldgebiet Haardtwald.
Durch den Ort fließt der Thalfanger Bach mit den Nebengewässern Klingelbach, Marschtelerbach und Hohlbachsflößchen.
Zum Hauptort Thalfang gehören die Gemeindeteile (Wohnplätze) Berghof, Flürchen, Gatschmühle, Hasenborn, Hubertushof und Ziegelei.
Zum Ortsbezirk Bäsch gehören Eichelhof, Forsthaus Deuselbach und Bahnhof Thalfang (bis 2020).

## Geschichte
Das Gebiet um Thalfang wurde erstmals im Jahr 633 urkundlich erwähnt. Ab dem 12. Jahrhundert gehörte Thalfang zur Mark Thalfang, die später als Amt Dhronecken bezeichnet wurde.
Auf einer Karte des Erzbistums Trier aus dem Jahre 1645 ist der Ort als Thalfinck verzeichnet.
Erst unter der französischen Herrschaft wurde 1800 das Amt Dhronecken aufgelöst, die Mairie Thalfang im Kanton Hermeskeil des Saardepartements entstand. Zur Mairie Thalfang gehörten auch die Orte Bäsch, Burtscheid, Deuselbach, Dhronecken, Etgert, Hilscheid, Immert, Malborn, Rorodt und das um 1900 aufgegebene Röderbach. Aufgrund der Beschlüsse auf dem Wiener Kongress kam der Ort 1815 zum Königreich Preußen; Thalfang wurde Verwaltungssitz der gleichnamigen Bürgermeisterei, die dem Kreis Bernkastel und dem Regierungsbezirk Trier zugeordnet war. Seit 1946 gehört Thalfang zum Land Rheinland-Pfalz. Am 7. Juni 1969 wurde die Ortsgemeinde Bäsch nach Thalfang eingemeindet.
An sonstigen geschichtlichen Ereignissen ist zu bemerken, dass Erich Honecker in den 1920er Jahren als Dachdeckerlehrling beim Bau des damaligen Rathauses mitgearbeitet hatte.

### Bevölkerungsentwicklung
Die Entwicklung der Einwohnerzahl von Thalfang bezogen auf das heutige Gemeindegebiet, die Werte von 1871 bis 1987 beruhen auf Volkszählungen:
| Thalfang: Einwohnerzahlen von 1815 bis 2024 | Thalfang: Einwohnerzahlen von 1815 bis 2024 | Thalfang: Einwohnerzahlen von 1815 bis 2024 | Thalfang: Einwohnerzahlen von 1815 bis 2024 | Thalfang: Einwohnerzahlen von 1815 bis 2024 |
| ------------------------------------------- | ------------------------------------------- | ------------------------------------------- | ------------------------------------------- | ------------------------------------------- |
| Jahr                                        |                                             |                                             |                                             | Einwohner                                   |
| 1815                                        | 1815                                        |                                             | 448                                         | 448                                         |
| 1835                                        | 1835                                        |                                             | 715                                         | 715                                         |
| 1871                                        | 1871                                        |                                             | 732                                         | 732                                         |
| 1905                                        | 1905                                        |                                             | 754                                         | 754                                         |
| 1939                                        | 1939                                        |                                             | 1.196                                       | 1.196                                       |
| 1950                                        | 1950                                        |                                             | 1.162                                       | 1.162                                       |
| 1961                                        | 1961                                        |                                             | 1.372                                       | 1.372                                       |
| 1970                                        | 1970                                        |                                             | 1.476                                       | 1.476                                       |
| 1987                                        | 1987                                        |                                             | 1.553                                       | 1.553                                       |
| 1997                                        | 1997                                        |                                             | 1.731                                       | 1.731                                       |
| 2005                                        | 2005                                        |                                             | 1.802                                       | 1.802                                       |
| 2024                                        | 2024                                        |                                             | 1.895                                       | 1.895                                       |
|                                             |                                             |                                             |                                             |                                             |

## Politik

### Gemeinderat
Der Gemeinderat in Thalfang besteht aus 16 Ratsmitgliedern, die bei der Kommunalwahl am 9. Juni 2024 in einer personalisierten Verhältniswahl gewählt wurden, und dem ehrenamtlichen Ortsbürgermeister als Vorsitzendem.
Die Sitzverteilung im Gemeinderat:
| Wahl | SPD | CDU | FDP | FL * | Gesamt   |
| ---- | --- | --- | --- | ---- | -------- |
| 2024 | 5   | 5   | –   | 6    | 16 Sitze |
| 2019 | 5   | 5   | 2   | 4    | 16 Sitze |
| 2014 | 6   | 5   | 2   | 3    | 16 Sitze |
| 2009 | 5   | 5   | 3   | 3    | 16 Sitze |
| 2004 | 5   | 6   | 2   | 3    | 16 Sitze |
| 1999 | 5   | 7   | 2   | 2    | 16 Sitze |

### Ortsbürgermeister
Stephan Müller (Einzelbewerber) wurde am 9. Juli 2024 Ortsbürgermeister von Thalfang. Bei der Stichwahl am 23. Juni hatte er sich mit einem Stimmenanteil von 54,6 % durchgesetzt, nachdem bei der Direktwahl am 9. Juni 2024 keiner der ursprünglich drei Bewerber (darunter der Amtsinhaber) eine ausreichende Mehrheit erzielt hatte.
Müllers Vorgänger Burkhard Graul (SPD) hatte das Amt seit 2011 inne. Zuvor war Franz-Josef Gasper (CDU) von 1985 bis 2010 Ortsbürgermeister.

### Wappen
|                                  | Wappen von Thalfang |
| Wappen der Ortsgemeinde Thalfang | Blasonierung: „In silbernem Schild ein rotes, rechtes, erniedrigtes Flankenkreuz, im Kreuzpunkt belegt mit zwei abgewendeten silbernen Salmen, die von vier goldenen Kreuzen umgeben sind. Im linken Obereck ein schwarzes Tor mit Gitter und glockenförmigem Dach.“ |
| Wappen der Ortsgemeinde Thalfang | Wappenbegründung: Das rote Balkenkreuz auf silbernem Grund verweist auf die ehemalige Zugehörigkeit zum Kurfürstentum Trier. Die beiden von den Kreuzen umgebenen Salme entstammen dem Grafen von Salm. Sie erinnern an den Grafen Ernst, den einzigen aus dem Wild- und Rheingräflichen Geschlecht, der auf dem Friedhof in Thalfang beigesetzt wurde und auf dessen Grabsteinplatte ebenfalls diese Salme abgebildet waren. Das Grab wurde mittlerweile eingeebnet. Das „Rost“, der Eingang zum Kirchplatz, steht als Symbol für die ältesten Gebäude in Thalfang. |

### Gemeindepartnerschaft
- Villeneuve-la-Guyard, Frankreich

## Kultur und Sehenswürdigkeiten

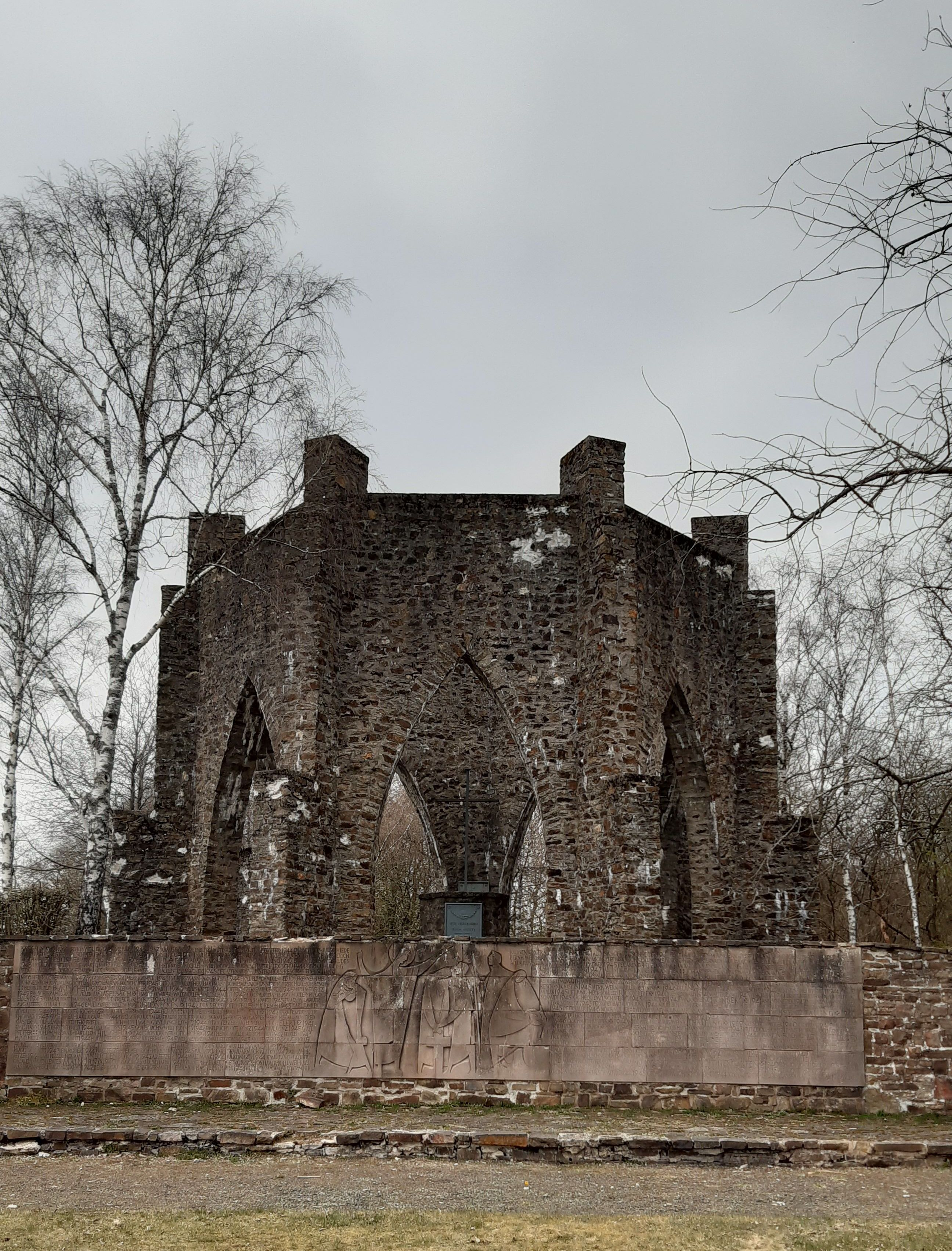
Kriegerdenkmal

Sehenswürdigkeiten des Ortes sind beispielsweise die Haardtwaldquelle, der Villeneuver-Platz, der Samuel-Hirsch-Platz, das Kriegerdenkmal, die katholische Kirche, die gotische evangelische Kirche oder der jüdische Friedhof Thalfang.

## Wirtschaft und Infrastruktur

### Verkehr
Thalfang liegt an der Hunsrückhöhenstraße zwischen Hermeskeil und Morbach.
An der stillgelegten Hunsrückquerbahn lagen der Bahnhof Thalfang und das Deuselbacher Viadukt (Lage).
Ab August 2022 wird Thalfang durch die Schnellbuslinie 800 des RNN direkt an Trier und Idar-Oberstein angebunden. In Idar-Oberstein besteht dabei Anschluss an den Regionalzugverkehr von/nach Mainz und Frankfurt bzw. von/nach Saarbrücken. Die Busse verkehren Montag bis Freitag stündlich und am Wochenende im Zweistundentakt. Zum Einsatz kommen Doppelstockbusse mit Toilette und WLAN.

### Tourismus
Der Luftkurort Thalfang verfügt über ein Hallenbad/Gesundheitszentrum und einen Kurpark mit Weihern.
An der Straße nach Lückenburg (K 110) befindet sich der Ferienpark Himmelberg.

### Industrie und Gewerbe
In Thalfang ist die Hochwald Foods GmbH ansässig, das größte Wirtschaftsunternehmen in der Region Trier und einer der größten Molkereibetriebe Deutschlands.
Thalfang ist Abfüllungsort folgender amtlich anerkannter natürlicher Mineralwässer:
Berg-Quelle, Brillant-Quelle, Del-Bon-Quelle, Erbeskopf-Quelle (Malborn), Diamant-Quelle, Haardtwald-Quelle, Hunsrück-Quelle und Thalquelle.
Hochwald Sprudel aus Schwollen hat einen Produktionsstandort in Thalfang.
Zahlreiche kleine und mittlere Unternehmen sind im Ort ansässig.
ROBERT-Reisen ist ein Busreiseunternehmen aus Thalfang.
Es gibt die Filiale Thalfang der Sparkasse Mittelmosel Eifel Mosel Hunsrück (Hauptsitz Bernkastel-Kues), die Geschäftsstelle Thalfang der Vereinigten Volksbank Raiffeisenbank (Hauptsitz Simmern/Hunsrück) und die Postfiliale Thalfang.

## Persönlichkeiten
- Bedeutendster Sohn Thalfangs ist der Rabbiner und Philosoph Samuel Hirsch (1815–1889).
- Der Chemiker und Sprengstoffindustrielle Emil Müller (1844–1910) wurde in Thalfang geboren.
- Der deutsche Techniker und Chemiker Wilhelm Kathol starb 1944 in Thalfang.